# Louis Antoine
Pour les articles homonymes, voir Antoine.
Louis Antoine, né le 23 novembre 1888 à Mirecourt, Vosges, France et mort le 8 février 1971 à Rennes, Bretagne, France, est un mathématicien français.

## Biographie
Reçu simultanément à l'École normale supérieure et à l'École polytechnique en 1908, il choisit la première et en sort agrégé en 1912. Au cours de cette période, il se lie d'amitié avec Gaston Julia. Mobilisé lors de la guerre de 1914-1918, il est blessé trois fois, le 25 août 1914, le 30 octobre 1914 et surtout le 16 avril 1917 où il perd la vue. En raison de sa cécité, l'enseignement secondaire lui est fermé. Sur les conseils d'Henri Lebesgue et de Gaston Julia, il décide de préparer une thèse pour accéder à l'enseignement supérieur. Henri Lebesgue l'aiguille vers la topologie : c'est à l'époque une discipline toute neuve, et il n'y a donc pas trop de références bibliographiques à consulter.
Il soutient en 1921 sa thèse à Strasbourg Sur l'homéomorphie de deux figures et de leurs voisinages. Sa thèse est très novatrice ; il y donne notamment une construction « à la Cantor » d'un objet apparemment paradoxal, qui deviendra vite célèbre sous le nom de  collier d'Antoine. Il s'agit d'un fermé totalement discontinu de l'espace ambiant, sans point isolé (donc parfait). Il est homéomorphe à l'ensemble de Cantor, mais son complémentaire n'est pas simplement connexe.
En 1922, il obtient le poste de maître de conférences à Rennes (l'équivalent d'un poste de professeur aujourd'hui) et il reçoit le prix Francœur. Toute sa vie, il prouva que l'on pouvait enseigner les mathématiques tout en étant aveugle.
Il a aussi mis au point des signes en braille destinés à traduire les symboles mathématiques. Après la Seconde Guerre mondiale, il se bat avec succès pour que les aveugles ne soient pas exclus du professorat.
Il introduit un système de notation des chiffres en complément du braille.
Un amphithéâtre de Rennes 1 - Beaulieu porte son nom.